# Подводные лодки типа «Сюффрен»
Подводные лодки типа «Сюффрен» — серия из шести французских атомных подводных лодок (АПЛ), строящиеся в 2007—2029 годах. Построены по программе «Барракуда», по которой строятся АПЛ типа «Сюффрен» и ДЭПЛ типа «Атака».
Первая лодка «Сюффрен» вошла в строй 6 ноября 2020 года.

## История
Новый проект французских многоцелевых АПЛ, которые должны прийти на смену проекту «Рюби», начал создаваться в 2002 году. В 2006 году французское правительство разместило заказ на 6 субмарин нового класса. Сумма контракта составила €7 900 000 000, окончание строительства первого корабля планируется в 2020 году, по словам директора программы «Барракуда» Алена Опти (фр. Alain Aupetit) ввод следующих лодок будет производиться с интервалом от 1,5 до 2 лет. При вводе каждой новой субмарины типа «Сюффрен» из состава флота будет выводиться одна субмарина типа «Рюби». Окончание программы планируется к 2029 году.
Впервые субконтракты на строительство французских атомных подводных лодок смогут выполнять иностранные компании.

## Конструкция
В проекте воплощены как особенности современного проекта «Le Triomphant», в частности водомёт, так и современные зарубежные решения, например хвостовое размещение рулей будет выполнено Х-образным, как на голландских лодках типа «Валрус».

### Силовая установка
Один реактор К15 будет иметь срок службы 10 лет между перегрузками активной зоны.

## Вооружение
Четыре носовых торпедных аппарата лодки имеют калибр 533 миллиметра. 20 единиц боезапаса могут быть составлены из тяжёлых торпед Black Shark и крылатых ракет морского базирования Scalp Naval (MdCN) и Exocet. Также, лодка будет способна нести до 12 спецназовцев со снаряжением в специальном модуле, прикрепляемом к субмарине.

## Сравнительная оценка

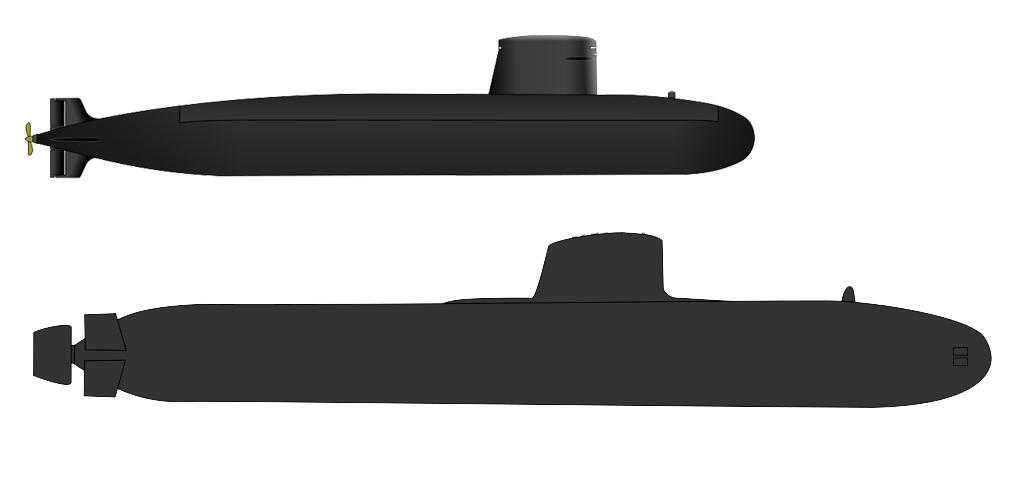
Сравнение габаритов «Рюби» и «Сюффрен»

Лодки типа «Барракуда» почти в полтора раза уступают по водоизмещению американским типа «Вирджиния», но в полтора же раза превосходят по размерам предшествующий тип «Рюби».
|                             | «Сивулф»          | «Ясень»             | «Вирджиния»      | «Астьют»      | «Сюффрен»     |
| --------------------------- | ----------------- | ------------------- | ---------------- | ------------- | ------------- |
| Внешний вид                 |                   |                     |                  |               |               |
| Годы постройки              | 1989 год—2004 год | 2009 год—н.в.       | 1999 год—н.в.    | 2001 год—н.в. | 2007 год—н.в. |
| Годы службы                 | 1997 год—н.в.     | 2014 год—н.в.       | 2004 год—н.в.    | 2010 год—н.в. | 2020 год—н.в. |
| Построено                   | 3                 | 6 (10 план)         | 25 (66 план)     | 5 (7 план)    | 2 (6 план)    |
| Водоизмещение надводное (т) | 7460              | 8600                | 7080             | 6500          | 4755          |
| Водоизмещение подводное (т) | 9130              | 13 800              | 7925             | 7800          | 5300          |
| Количество ТА / ПУ ракет    | 8 (50) / —        | 10 (30) / 8 (32—40) | 4 (25) / 12 (12) | 6 (38) / —    | 4 (20) / —    |

## Представители
| Бортовой номер | Наименование               | Закладка        | Спуск на воду   | Передача ВМФ  | Статус      |
| -------------- | -------------------------- | --------------- | --------------- | ------------- | ----------- |
| S635           | «Сюффрен» Suffren          | 19 декабря 2007 | 2 августа 2019  | 6 ноября 2020 | в строю     |
| S636           | «Дюгэ-Труэн» Duguay-Trouin | 26 июня 2009    | 9 сентября 2022 | 4 апреля 2024 | в строю     |
| S637           | «Турвиль» Tourville        | 28 июня 2011    |                 |               | в постройке |
| S638           | De Grasse                  | 2014            |                 |               | в постройке |
| S639           | Rubis                      | 2019            |                 |               | в постройке |
| S640           | Casabianca                 | 2020            |                 |               | в постройке |

Первый корабль проекта получил имя «Сюффрен» (фр. Suffren) в честь французского адмирала Пьера Андре де Сюффрена де Сан-Тропе.
Остальные пять субмарин тоже будут названы в честь французских флотоводцев XVII—XIX веков. Они получат имена Duguay-Trouin (Дюгэ-Труэн), Dupetit-Thouars (Дюпети Туар), Duquesne (Дюкен), Tourville (Турвиль) и De Grasse (Де Грасс). В 2015 году  было принято решение последние две лодки назвать в честь подлодок — участников Второй Мировой Войны: Casabianca (Казабьянка) и Rubis (Руби).